# خوسيه ميغيل ميدينا
خوسيه ميغيل ميدينا (بالإسبانية: José Miguel Medina)‏ هو لاعب كرة قدم مكسيكي، ولد في 19 مايو 1991.